# Mette Frederiksen
Mette Frederiksen (sinh ngày 19 tháng 11 năm 1977) là một chính trị gia Đan Mạch, là Lãnh đạo Đảng Dân chủ Xã hội kể từ năm 2015. Thành viên của Folketing cho Hạt Copenhagen kể từ cuộc tổng tuyển cử năm 2001, bà từng là Thủ tướng Helle Thorning-Schmidt làm Bộ trưởng Việc làm từ  2011 đến 2014 và Bộ trưởng Bộ Tư pháp từ năm 2014 cho đến khi bà kế nhiệm bà làm lãnh đạo đảng.
Sau cuộc tổng tuyển cử năm 2019, trong đó phe đối lập "khối đỏ" của các đảng cánh tả và trung tả (Đảng Dân chủ Xã hội, Tự do Xã hội, Đảng Nhân dân Xã hội, Liên minh Xanh Đỏ, Đảng Dân chủ Xã hội Faroese và Inuit Ataqatigiit và Siumut) giành được đa số tuyệt đối 94 trong số 179 ghế trong Folketing, bà đã được Nữ hoàng Margrethe II ủy nhiệm để lãnh đạo các cuộc đàm phán để thành lập một chính phủ mới. Nếu bà thành công trong vấn đề này, Frederiksen sẽ trở thành thủ tướng trẻ nhất trong lịch sử Đan Mạch ở tuổi 41, đồng thời là người phụ nữ thứ hai trong vai trò sau đảng Dân chủ Xã hội Helle Thorning-Schmidt.